# Grand Prix d'Isbergues 2021
Il Grand Prix d'Isbergues 2021, settantacinquesima edizione della corsa, valevole come evento dell'UCI Europe Tour 2021 categoria 1.1, si svolse il 19 settembre 2021 su un percorso di 199,3 km, con partenza e arrivo da Isbergues, in Francia. La vittoria fu appannaggio dell'italiano Elia Viviani, il quale completò il percorso in 4h26'51", alla media di 44,812 km/h, precedendo il belga Tim Merlier e il connazionale Alberto Dainese.
Sul traguardo di Isbergues 116 ciclisti dei 121 partenti portarono a termine la competizione

## Squadre e corridori partecipanti
| N.    | Cod. | Squadra                  |
| ----- | ---- | ------------------------ |
| 1-7   | ARK  | Team Arkéa-Samsic        |
| 11-17 | COF  | Cofidis                  |
| 21-27 | GFC  | Groupama-FDJ             |
| 31-37 | ACT  | AG2R Citroën Team        |
| 41-46 | TFS  | Trek-Segafredo           |
| 51-57 | TQN  | Team Qhubeka NextHash    |
| 61-67 | DSM  | Team DSM                 |
| 71-77 | IWG  | Intermarché-Wanty-Gobert |
| 81-87 | APF  | Alpecin-Fenix            |

| N.      | Cod. | Squadra                         |
| ------- | ---- | ------------------------------- |
| 91-97   | TEN  | TotalEnergies                   |
| 101-107 | BWB  | Bingoal Pauwels Sauces WB       |
| 111-116 | BBK  | B&B Hotels                      |
| 121-127 | DKO  | Delko                           |
| 131-137 | FRA  | Francia                         |
| 141-147 | XRL  | Xelliss-Roubaix Lille Métropole |
| 151-157 | AUB  | St Michel-Auber 93              |
| 161-166 | SRA  | Swiss Racing Academy            |
| 171-177 | NIP  | Team NIPPO-Provence-PTS Conti   |

## Ordine d'arrivo (Top 10)
| Pos. | Corridore       | Squadra     | Tempo    |
| ---- | --------------- | ----------- | -------- |
| 1    | Elia Viviani    | Cofidis     | 4h26'51" |
| 2    | Tim Merlier     | Alpecin     | s.t.     |
| 3    | Alberto Dainese | DSM         | s.t.     |
| 4    | Bram Welten     | Arkéa       | s.t.     |
| 5    | Arnaud Démare   | Groupama    | s.t.     |
| 6    | Jérémy Lecroq   | B&B Hotels  | s.t.     |
| 7    | Romain Cardis   | St Michel   | s.t.     |
| 8    | Lawrence Naesen | AG2R        | s.t.     |
| 9    | Riccardo Minali | Intermarché | s.t.     |
| 10   | Giacomo Nizzolo | Qhubeka     | s.t.     |